# The Beginning Vol. 5
The Beginning Vol. 5 je první kompilační album americké rockové skupiny Frijid Pink, vydané v roce 1973. Album obsahuje materiál z prvních dvou alb skupiny, tedy Frijid Pink a Defrosted. Album bylo vydané jen v Německu.

## Seznam skladeb

### Strana 1
1. House of the Rising Sun (4:44)
2. Drivin' Blues (3:14)
3. Black Lace (6:10)
4. Bye Bye Blues (4:56)
5. God Gave Me You (3:35)

### Strana 2
1. I'm Movin' (4:53)
2. Sloony (instrumentální) (3:36)
3. I'm On My Way (4:34)
4. Tell Me Why (2:50)
5. Pain In My Heart (8:19)

## Sestava
- Kelly Green - zpěv, perkuse
- Gary Ray Thompson - guitars
- Tom Harris - baskytara (skladby 1,2,5,8,9)
- Tom Beaudry - baskytara (skladby 3,4,6,7,10)
- Richard "Rick" Stevers - bicí
- Larry Zelanka - klávesy